# Kurz- und Langheck (Rennwagenbau)

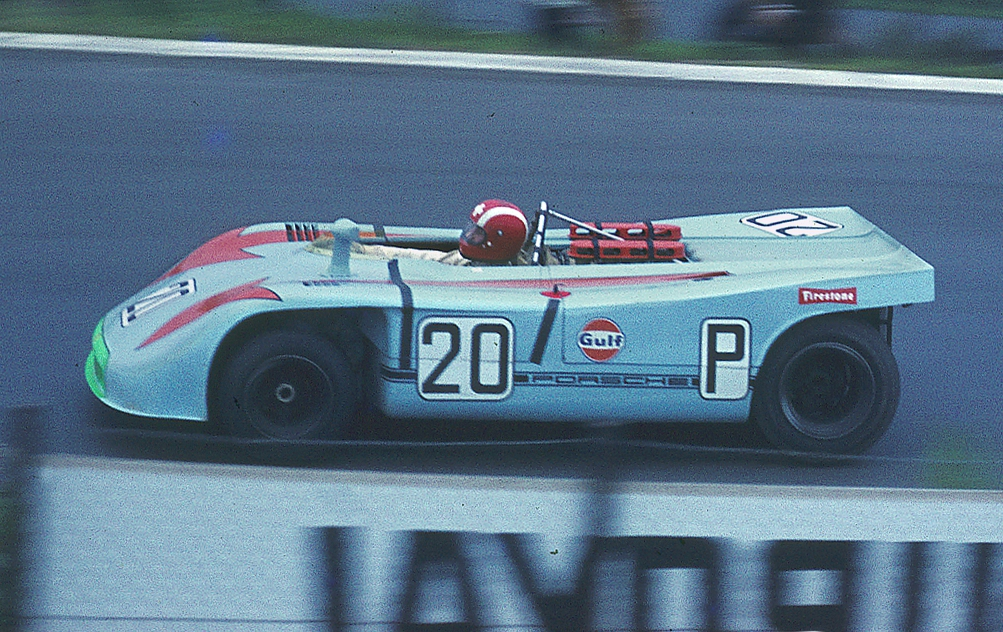
Porsche 908 Kurzheck

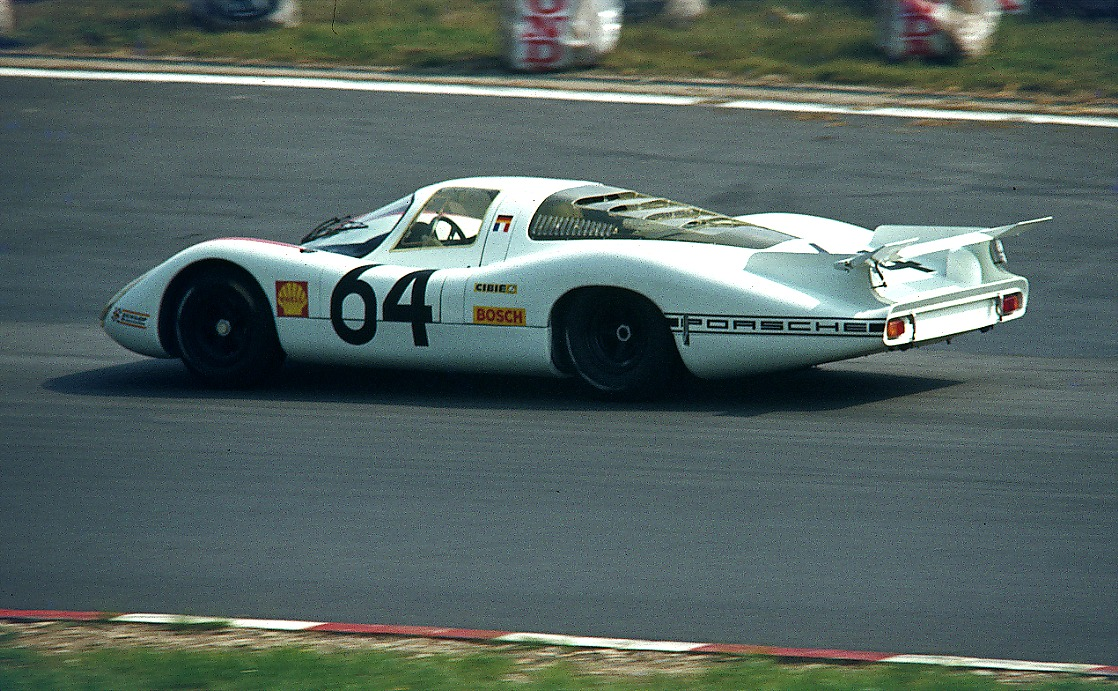
Porsche 908 Langheck

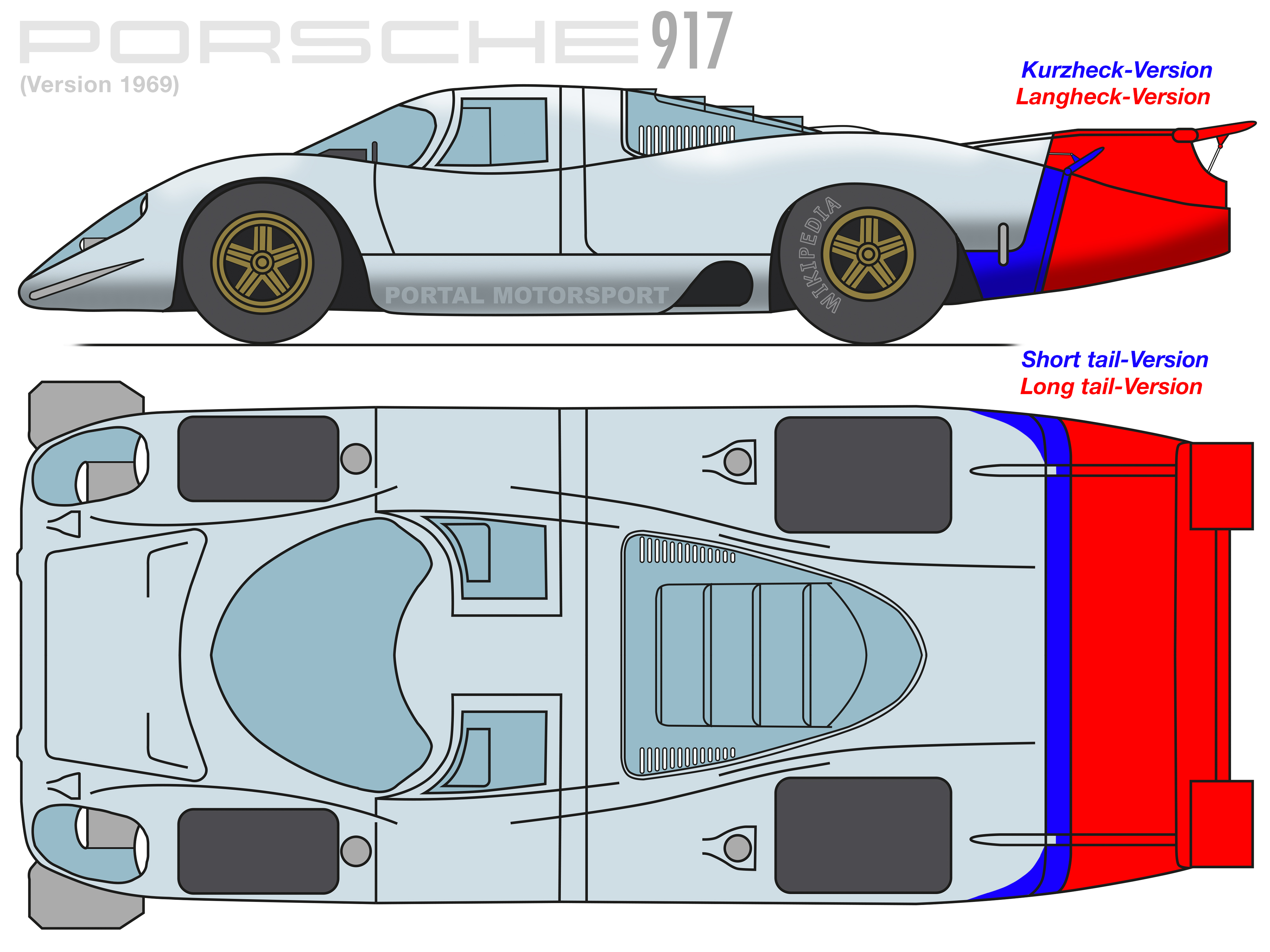
Gegenüberstellung des ursprünglichen Lang- und Kurzhecks beim Porsche 917

Das Kurz- und Langheck sind Karosseriebauformvarianten von Rennwagen, die für spezielle Rennstrecken eingesetzt wurden.
In den 1960er-Jahren wurden Rennwagen in verschiedenen Karosseriebauformen hergestellt, um sie auf die rennstreckenspezifischen Gegebenheiten optimal auszurichten. Besonders die Aerodynamik gewann im Rennsport zunehmend an Bedeutung.
Auf Rennstrecken, die aufgrund langer gerader Streckenverläufe besonders hohe Rundendurchschnittsgeschwindigkeiten zuließen, war eine besonders aerodynamisch gestaltete Karosserie von Vorteil. Ein bekanntes Beispiel sind die 24-Stunden-Rennen von Le Mans. Für diese Rennen wurde die Langheckkarosserie von einigen Herstellern, wie zum Beispiel Porsche, eingesetzt. Die Rennwagen mit Langheck hatten einen geringeren Luftwiderstand als die Wagen mit Kurzheck und erreichten höhere Endgeschwindigkeiten. In der Praxis lag der Geschwindigkeitsunterschied bei bis zu 20 km/h.
Der Nachteil des Langhecks gegenüber dem Kurzheck ist die höhere Instabilität besonders bei Kurvenfahrt. Daher wurden auch bei Rennen mit einem besonders hohen Kurven- und geringem Geradenanteil zumeist Rennwagen mit Kurzheck eingesetzt.
Bekannte Rennwagen, von denen Kurz- und Langheckvarianten gebaut wurden, sind der Porsche 908 und Porsche 917. Als Beispiel hier die Höchstgeschwindigkeitsangaben des Porsche 917 von 1969:
- Als Langheckversion: ca. 340 km/h
- Als Kurzheckversion: ca. 320 km/h